# Бигулья-Неббио
Бигулья-Неббио (фр. Biguglia-Nebbio) — один из 15 кантонов департамента Верхняя Корсика, региона Корсика, Франция. INSEE код кантона — 2B05. 13 коммун кантона Бигулья-Неббио находятся в округе Кальви, одна коммуна (Бигулья) в округе Бастия. Кантон был создан в 2015 году.

## История
По закону от 17 мая 2013 и декрету от 14 февраля 2014 года количество кантонов в департаменте Верхняя Корсика уменьшилось с 30 до 15. Новое территориальное деление департаментов на кантоны вступило в силу во время выборов 2015 года. Таким образом, кантон Бигулья-Неббио был образован 22 марта 2015 года. Он был сформирован из коммуны Бигулья из кантона Борго, частей бывших кантонов Ла-Конка-д’Оро (6 коммун), Верхний Неббио (7 коммун).

## Коммуны кантона
В кантон входят 14 коммун, из них главной коммуной является Бигулья. 
| №     | Индекс | Коммуна               | Оригинальное название | Площадь, км² | Население, чел. (2012) |
| ----- | ------ | --------------------- | --------------------- | ------------ | ---------------------- |
| 2B029 | 20253  | Барбаджо              | Barbaggio             | 10,86        | 243                    |
| 2B037 | 20620  | Бигулья               | Biguglia              | 22,27        | 7547                   |
| 2B333 | 20232  | Валлекалле            | Vallecalle            | 6,91         | 118                    |
| 2B172 | 20239  | Мурато                | Murato                | 20,38        | 626                    |
| 2B185 | 20232  | Олетта                | Oletta                | 26,61        | 1533                   |
| 2B188 | 20232  | Ольмета-ди-Туда       | Olmeta-di-Tuda        | 17,4         | 398                    |
| 2B239 | 20232  | Поджо-д’Олетта        | Poggio-d'Oletta       | 16,16        | 204                    |
| 2B230 | 20246  | Пьеве                 | Piève                 | 19,7         | 115                    |
| 2B257 | 20246  | Рапале                | Rapale                | 10,16        | 148                    |
| 2B265 | 20239  | Рутали                | Rutali                | 17,11        | 372                    |
| 2B301 | 20246  | Сан-Гавино-ди-Тенда   | San-Gavino-di-Tenda   | 50,44        | 58                     |
| 2B314 | 20246  | Санто-Пьетро-ди-Тенда | Santo-Pietro-di-Tenda | 125,66       | 356                    |
| 2B298 | 20217  | Сен-Флоран            | Saint-Florent         | 17,98        | 1609                   |
| 2B287 | 20246  | Сорио                 | Sorio                 | 15,56        | 140                    |

## Политика
Согласно закону от 17 мая 2013 года избиратели каждого кантона в ходе выборов выбирают двух членов генерального совета департамента разного пола. Они избираются на 6 лет большинством голосов по результату одного или двух туров выборов.
В первом туре кантональных выборов 22 марта 2015 года в Бигулья-Неббио баллотировались 3 пары кандидатов (явка составила 50,57 %). Во втором туре 29 марта Клоди Олмета и Мюриэль Белтран были избраны с поддержкой 100,00 % на 2015—2021 годы. Явка на выборы составила 34,00 %.
| Мандат | Мандат | Кандидаты                       |                | Партия              | Первый тур | Первый тур     | Второй тур | Второй тур |
| Мандат | Мандат | Кандидаты                       | Кол-во голосов | Партия              | % голосов  | Кол-во голосов | % голосов  |            |
| ------ | ------ | ------------------------------- | -------------- | ------------------- | ---------- | -------------- | ---------- | ---------- |
| 2015   | 2021   | Клод Флори и Мари-Элен Нанини   |                | Беспартийные правые | 2021       | 42,42          |            |            |
| 2015   | 2021   | Клоди Олмета и Мюриэль Белтран  |                | СНД                 | 2118       | 44,46          | 3004       | 100,00     |
| 2015   | 2021   | Эрик Лючани и Жозетт Ристерукки |                | Левый фронт         | 625        | 13,12          | -          | -          |